# Monster Truck Wars
Monster Truck Wars è un videogioco del 1994 sviluppato da Gremlin Graphics e pubblicato da Acclaim Entertainment per Game Boy e Game Gear. Il gioco è sponsorizzato dalla United States Hot Rod Association (USHRA).
Il videogioco ha ricevuto conversioni per Sega Mega Drive e Super Nintendo Entertainment System, entrambe mai pubblicate.